# Prințul George de Wales
Prințul George de Wales (George Alexander Louis; n. 22 iulie 2013, Londra, Regatul Unit) este fiul Prințului William, prinț de Wales și al soției acestuia, Catherine,  prințesă de Wales.Este primul nepot al Regelui Charles al III-lea și al doilea în ordinea succesiunii la tronul britanic, în urma tatălui său. Are o soră mai mică, Charlotte și un frate mai mic, Louis.

## Naștere
La 3 decembrie 2012, Palatul St James a anunțat că Ducesa de Cambridge este însărcinată cu primul copil. Nașterea copilului a atras atenția mass-media în multe țări, în special în Regatul Unit și în Commonwealth.
Ducesa de Cambridge a fost dusă la 20 iulie la spitalul St. Mary din Londra, în primele etape ale travaliului. Bebelușul s-a născut la data de 22 iulie la ora locală 16:24 și a cântărit 3,79 kg la naștere. Ducele de Cambridge a asistat la naștere.
Prin această naștere, trei generații de moștenitori direcți la tron sunt în viață în același timp, situație care a avut loc ultima dată între 1894 și 1901, în ultimii șapte ani de domnie ai reginei Victoria.
La 24 iulie 2013 s-a anunțat că nou-născutul se va numi George Alexander Louis. A fost botezat cu apă din râul Iordanului de arhiepiscopul de Canterbury la Capela Regală a Palatului St James la 23 octombrie 2013. La eveniment au participat doar 22 de invitați, printre care s-au aflat și cei șapte nași și nașe: Oliver Baker, Emilia Jardine-Paterson, Hugh Grosvenor, contele Grosvenor, Jamie Lowther-Pinkerton, Julia Samuel, William van Cutsem și Zara Tindall. Prințul George a purtat o rochiță de botez din satin și dantelă crem, o replică a aceleia purtate în 1841 de fiica cea mare a reginei Victoria.

## Titluri, onoruri și blazoane
- 22 iulie 2013 – 8 septembrie 2022: Alteța Sa Regală Prințul George de Cambridge
- 8 septembrie 2022 - 9 Septembrie 2022: Alteța Sa Regală Prințul George de Cornwall și Cambridge
- 9 Septembrie – prezent: Alteța Sa Regala Prințul George de Wales

La 31 decembrie 2012, regina Elisabeta a II-a a emis un nou set de Letters patent garantând pentru toți copiii fiului cel mare al Prințului de Wales titlul de Alteță Regală. Acest act îl înlocuiește pe cel precedent, emis de regele George al V-lea la 11 decembrie 1917, care limita acordarea titului princiar numai copiilor suveranului, copiilor fiilor suveranului și fiului cel mare al fiului cel mare al Prințului de Wales.
În timp ce acest lucru nu l-ar fi afectat pe Prințul George, fiind fiul cel mare al Ducelui de Cambridge, care este fiul cel mare al Prințului de Wales, oricare dintre viitorii lui frați născuți în timpul domniei reginei Elisabeta a II-a ar fi purtat titlul de Lord sau Lady până când bunicul lor, Charles, Prinț de Wales ar fi urcat pe tron.